# Free (provider)

logo

Free is een Franse internetprovider en dochteronderneming van Iliad. Free is de eerste provider in Frankrijk die triple play op de markt bracht in 2003. Het beweert de marketing via het 'box-concept' te hebben geïntroduceerd in Frankrijk met de 'freebox', een nogal geavanceerde triple play-modem die ook een harde schijf kent, en in de laatste generatie zelfs is uitgerust met een Blu-ray speler. De Franse internetproviders gebruiken in navolging van Free het anglicisme 'box' als toevoegsel na hun merknaam voor met de freebox vergelijkbare producten (Neufbox voor het product van SFR, LiveBox voor Orange).